# Mira refletora

Uma visão através da mira refletora Mark III Free Gun, produzida pela primeira vez em 1943, usada em armas do exército britânico, armas navais e como mira piloto e mira defensiva em aeronaves. A imagem do retículo nesta mira é produzida por um colimador óptico que cria a en no infinito e um divisor de feixe que reflete a imagem em direção aos olhos. O ponto permanece no alvo mesmo que a cabeça do observador seja movida para os lados.

Uma mira refletora ou mira reflexa é uma mira óptica que permite ao usuário olhar através de um elemento de vidro parcialmente refletor e ver um ponto de mira ou alguma imagem (ajudando a apontar o dispositivo, ao qual a mira está acoplada, para o alvo) sobreposto ao campo de visão. Essas miras funcionam com o princípio óptico simples de que qualquer coisa (como um retículo [en] iluminado) no foco de uma lente ou espelho curvo parecerá estar à frente do observador no infinito. As miras refletoras empregam alguma forma de "refletor" para permitir que o observador veja a imagem no infinito e o campo de visão ao mesmo tempo, seja refletindo a imagem criada pela lente em uma placa de vidro inclinada, ou usando um refletor de vidro curvo, majoritariamente transparente, que projeta a imagem do retículo enquanto o observador olha através do refletor. Como a imagem do retículo está no infinito, ela permanece alinhada com o dispositivo ao qual a mira está acoplada, independentemente da posição do olho do observador em relação à mira, removendo a maior parte da paralaxe e outros erros de pontaria encontrados em dispositivos de mira simples.
Desde sua invenção em 1900, as miras refletoras passaram a ser usadas como miras de armas em diversos armamentos. Elas foram usadas em caças, de forma limitada na Primeira Guerra Mundial, amplamente utilizadas na Segunda Guerra Mundial, e ainda são usadas como o componente base em muitos tipos de modernos head-up displays (HUDs). Elas também foram usadas em outros tipos de armas (geralmente grandes), como miras de canhões antiaéreos [en], miras de canhões antitanque, e qualquer outro papel onde o operador precisava engajar alvos em movimento rápido sobre um amplo campo de visão, e a própria mira pudesse ser fornecida com energia elétrica suficiente para funcionar. Houve um uso limitado da mira em armas de pequeno porte após a Segunda Guerra Mundial, mas a mira tornou-se de uso generalizado no final da década de 1970 com a invenção da mira red dot [en]. Esta mira usa um diodo emissor de luz (LED) vermelho como fonte de iluminação, criando uma mira durável e confiável com um tempo de iluminação extremamente longo.
Outras aplicações de miras refletoras incluem miras em equipamentos de topografia, auxílios de apontamento para telescópios ópticos e visores de câmeras.

## Design

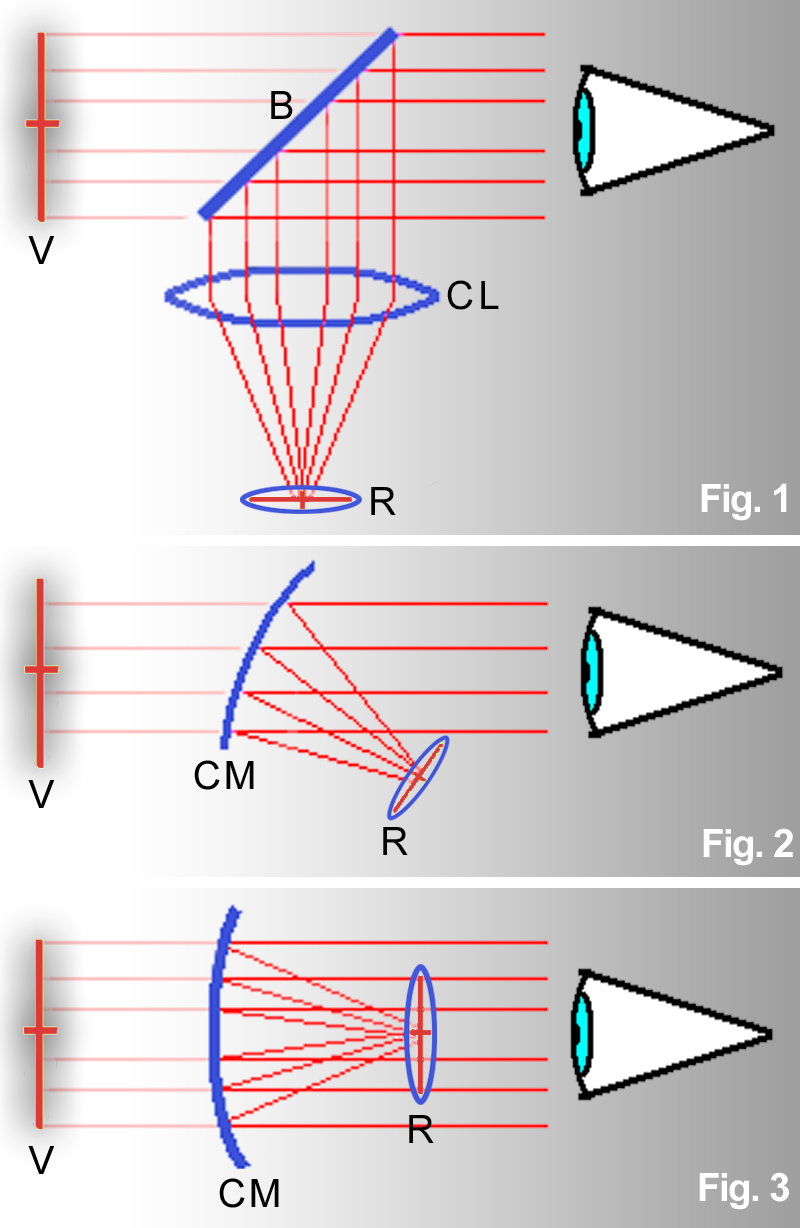
Diagrama de três tipos de miras refletoras. A parte superior utiliza uma lente colimadora (CL) e um divisor de feixe (B) para criar uma en no infinito (V) de um retículo (R). As duas partes inferiores utilizam espelhos curvos semirrefletores (CM) como óptica colimadora.

As miras refletoras funcionam usando uma lente ou um espelho curvo formador de imagem com uma imagem ou retículo [en] luminoso ou reflexivo sobreposto em seu foco, criando um colimador óptico que produz uma imagem virtual desse retículo. A imagem é refletida por alguma forma de divisor de feixe [en] angular ou pelo próprio espelho curvo colimador parcialmente prateado [en], de modo que o observador (olhando através do divisor de feixe ou espelho) verá a imagem no foco da óptica de colimação sobreposta no campo de visão da mira, em foco em distâncias até o infinito. Como o colimador óptico produz uma imagem de retículo composta de luz colimada, luz que é quase paralela, a luz que compõe essa imagem é teoricamente perfeitamente paralela ao eixo do dispositivo ou cano da arma com o qual está alinhada, ou seja, sem paralaxe no infinito. A imagem do retículo colimada também pode ser vista em qualquer posição do olho no volume cilíndrico de luz colimada criado pela mira atrás da janela óptica. Mas isso também significa que, para alvos mais próximos do que o infinito, mirar em direção à borda da janela óptica pode fazer o retículo se mover em relação ao alvo, pois o observador está olhando por um feixe de luz paralelo na borda. O movimento do olho perpendicular ao eixo óptico do dispositivo fará com que a imagem do retículo se mova em relação exata à posição do olho na coluna cilíndrica de luz criada pela óptica de colimação.
Um tipo comum (usado em aplicações como miras de armas de aeronaves) usa uma lente colimadora e um divisor de feixe. Este tipo tende a ser volumoso, pois requer pelo menos dois componentes ópticos, a lente e o divisor de feixe/placa de vidro. A óptica de colimação do retículo está situada a 90° do caminho óptico, dificultando a iluminação, geralmente necessitando de iluminação elétrica adicional, lentes condensadoras, etc. Um tipo mais compacto substitui a configuração de lente/divisor de feixe por um espelho colimador curvo semiprateado ou dicróico [en], posicionado em um ângulo que realiza ambas as tarefas de focar e combinar a imagem de um retículo deslocado. Este tipo é mais frequentemente visto como o tipo de mira red dot [en] usado em armas de pequeno porte. Também é possível colocar o retículo entre o observador e o espelho curvo, no foco do espelho. O retículo em si está muito perto do olho para estar em foco, mas o espelho curvo apresenta ao observador uma imagem do retículo no infinito. Este tipo foi inventado pelo engenheiro óptico holandês Lieuwe van Albada em 1932, originalmente como um visor de câmera, e também foi usado como mira em bazucas da Segunda Guerra Mundial: as bazucas M9 e M9A1 dos EUA apresentavam o conjunto de mira refletora dobrável D7161556.
A porção de visualização de uma mira refletora não usa nenhum elemento óptico refrativo; é simplesmente um retículo projetado refletido por um divisor de feixe ou espelho curvo diretamente no olho do usuário. Isso lhe confere a característica definidora de não necessitar de considerável experiência e habilidade para usar, em oposição a miras mecânicas simples, como as miras de ferro. Uma mira refletora também não tem os problemas de campo de visão e alívio ocular [en] de miras baseadas em telescópios ópticos, dependendo das restrições de design, seu campo de visão é o campo de visão a olho nu do usuário, e sua natureza não focalizadora e colimada significa que elas não têm a restrição de alívio ocular dos telescópios ópticos. As miras refletoras podem ser combinadas com telescópios, geralmente colocando o telescópio diretamente atrás da mira para que possa ver o retículo projetado, criando uma mira telescópica, mas isso reintroduz os problemas de campo de visão estreito e alívio ocular limitado. A principal desvantagem da mira refletora é que ela precisa de alguma forma de iluminar o retículo para funcionar. Retículos iluminados pela luz ambiente são difíceis de usar em situações de pouca luz, e miras com iluminação elétrica param de funcionar completamente se esse sistema falhar.

## História

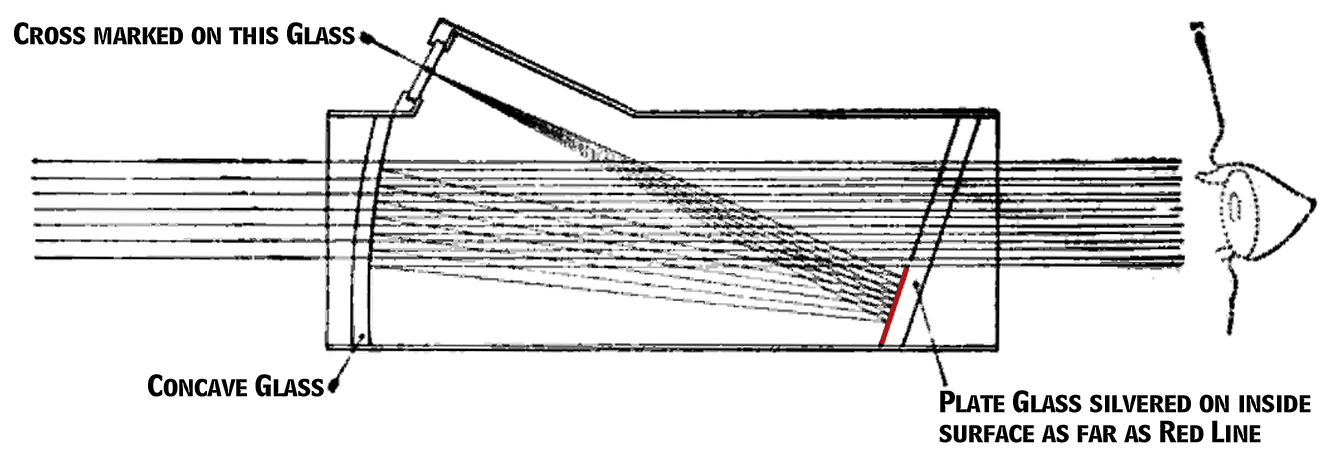
Diagrama de 1901 de uma versão da mira refletora colimadora de Howard Grubb, projetada para criar uma versão compacta adequada para armas de fogo e pequenos dispositivos. A iluminação ambiente do retículo foi melhorada colocando-o voltado para cima e refletindo-o em um espelho relé e, em seguida, em um espelho colimador côncavo.

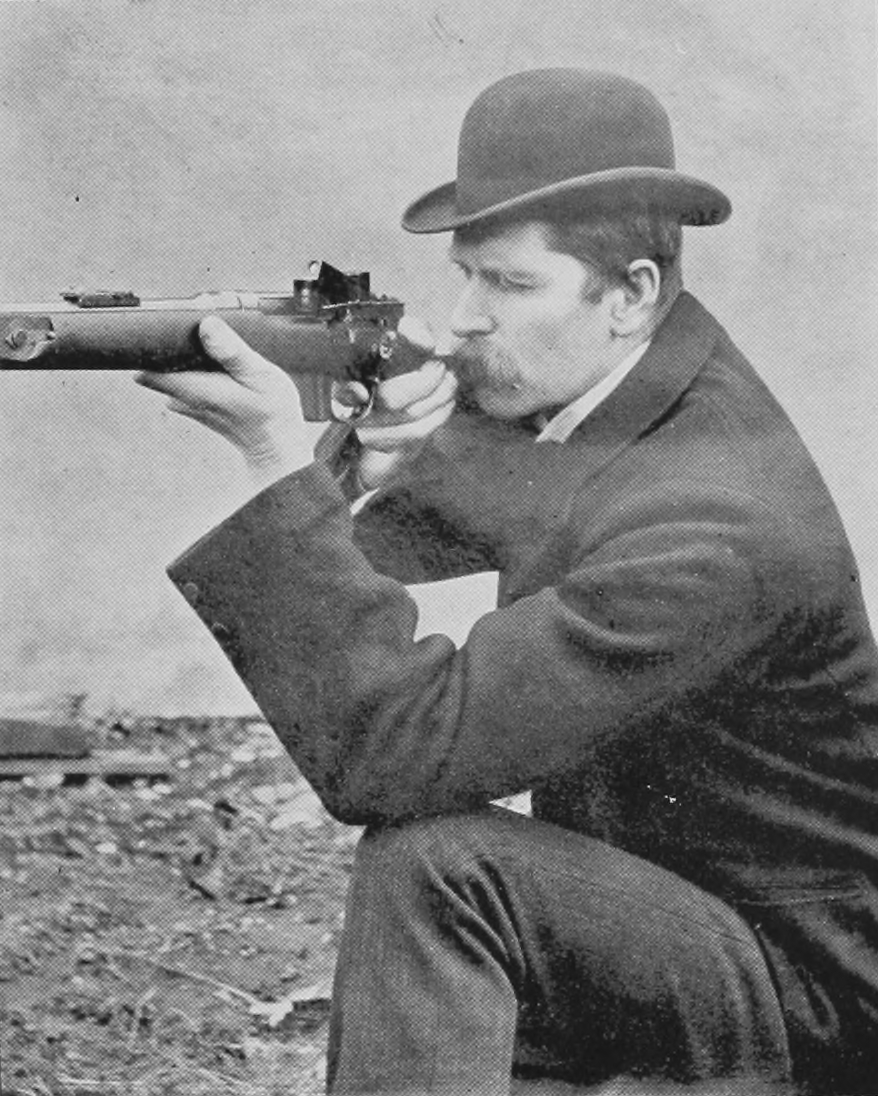
Protótipo da mira refletora Grubb acoplada a um rifle

A ideia de uma mira refletora originou-se em 1900 com o designer óptico e fabricante de telescópios irlandês Howard Grubb [en] na patente nº 12108. Grubb concebeu sua "Mira de Arma para Artilharia de grande e pequeno porte" como uma alternativa melhor à mira de ferro, difícil de usar, evitando ao mesmo tempo o campo de visão limitado da mira telescópica, a maior velocidade aparente do alvo, erros de paralaxe e o perigo de manter o olho contra um batente ocular. Em 1901, em Scientific Transactions of the Royal Dublin Society, ele descreveu sua invenção como:
Seria possível conceber um arranjo pelo qual um feixe fino de luz, como o de um holofote, seria projetado de uma arma na direção de seu eixo e ajustado de modo a corresponder à linha de fogo, de modo que onde quer que o feixe de luz incidisse sobre um objeto, o tiro o atingiria. Este arranjo seria, naturalmente, igualmente impraticável por razões óbvias, mas é citado para mostrar que um feixe de luz tem as qualificações necessárias para nossos propósitos.

Agora, a mira que constitui o objeto deste Artigo atinge um resultado semelhante, não projetando um ponto de luz real ou uma imagem sobre o objeto, mas projetando o que é chamado em linguagem óptica de uma imagem virtual sobre ele.
Notou-se logo após sua invenção que a mira poderia ser uma boa alternativa às miras de ferro e também tinha utilidade em equipamentos de topografia e medição. A mira refletora foi usada pela primeira vez em caças alemães em 1918 e amplamente adotada em todos os tipos de caças e bombardeiros na década de 1930. Na Segunda Guerra Mundial, a mira refletora estava sendo usada em muitos tipos de armas além de aeronaves, incluindo canhões antiaéreos, canhões navais, armas antitanque e muitas outras armas onde o usuário precisava da simplicidade e da natureza de aquisição rápida de alvos da mira. Durante seu desenvolvimento na década de 1930 e na Segunda Guerra Mundial, a mira também era referida em algumas aplicações pela abreviação "mira reflexa".

## Miras de armas

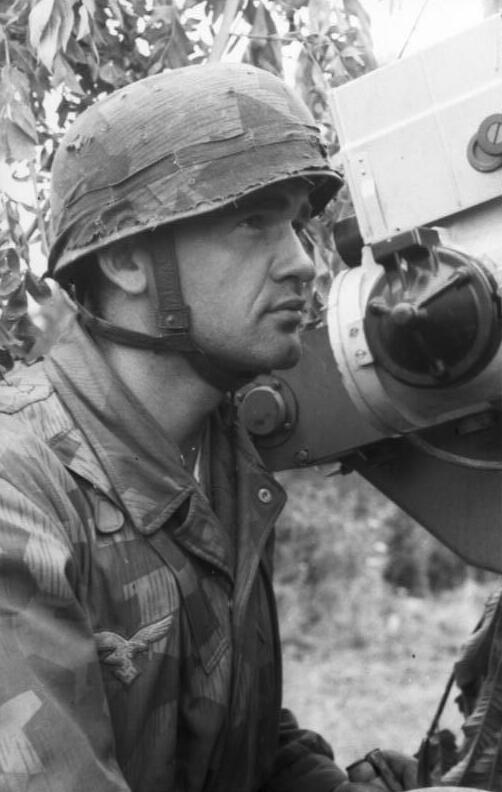
Paraquedista alemão olha através da mira refletora da mira Flakvisier 40 em um canhão antiaéreo FlaK 38 (1944), uma das miras mais sofisticadas da época.

As miras refletoras foram inventadas como uma mira de arma aprimorada e, desde sua invenção, foram adaptadas para muitos tipos de armas. Quando usadas com diferentes tipos de armas, as miras refletoras são consideradas uma melhoria em relação às simples miras de ferro (miras compostas por dois pontos de mira de metal espaçados que precisam ser alinhados). As miras de ferro exigem considerável experiência e habilidade do usuário, que precisa manter uma posição ocular adequada e focar exclusivamente na mira frontal, mantendo-a centralizada na mira traseira (desfocada), enquanto mantém o conjunto centralizado em um alvo a diferentes distâncias, exigindo o alinhamento de todos os três planos de foco para atingir um acerto. A imagem virtual única e livre de paralaxe da mira refletora, em foco com o alvo, remove esse problema de mira, ajudando atiradores ruins, médios e experientes.
Como a imagem colimada produzida pela mira só é verdadeiramente livre de paralaxe no infinito, a mira tem um círculo de erro igual ao diâmetro da óptica de colimação para qualquer alvo a uma distância finita. Dependendo da posição do olho atrás da mira e da proximidade do alvo, isso induz algum erro de mira. Para alvos maiores a distância (dada a natureza não magnificadora e de rápida aquisição de alvos da mira), esse erro de mira é considerado trivial. Em armas de pequeno porte apontadas para alvos próximos, isso é compensado mantendo o retículo no meio da janela óptica (mirando ao longo de seu eixo óptico). Alguns fabricantes de miras para armas de pequeno porte também fazem modelos com o colimador óptico ajustado para uma distância finita. Isso dá à mira uma paralaxe devido ao movimento do olho do tamanho da janela óptica a curta distância, que diminui para um tamanho mínimo na distância definida (algo em torno de um alcance de alvo desejado de cerca de 23 a 46 m).
Comparada às miras telescópicas padrão, uma mira refletora pode ser mantida a qualquer distância do olho (não requer um alívio ocular [en] projetado) e em quase qualquer ângulo, sem distorcer a imagem do alvo ou do retículo. Elas são frequentemente usadas com ambos os olhos abertos (o cérebro tenderá a sobrepor automaticamente a imagem do retículo iluminado vinda do olho dominante sobre a visão desobstruída do outro olho), dando ao atirador uma percepção de profundidade normal e um campo de visão completo. Como as miras refletoras não dependem do alívio ocular, elas podem teoricamente ser colocadas em qualquer posição de montagem mecanicamente conveniente em uma arma.

### Aeronaves

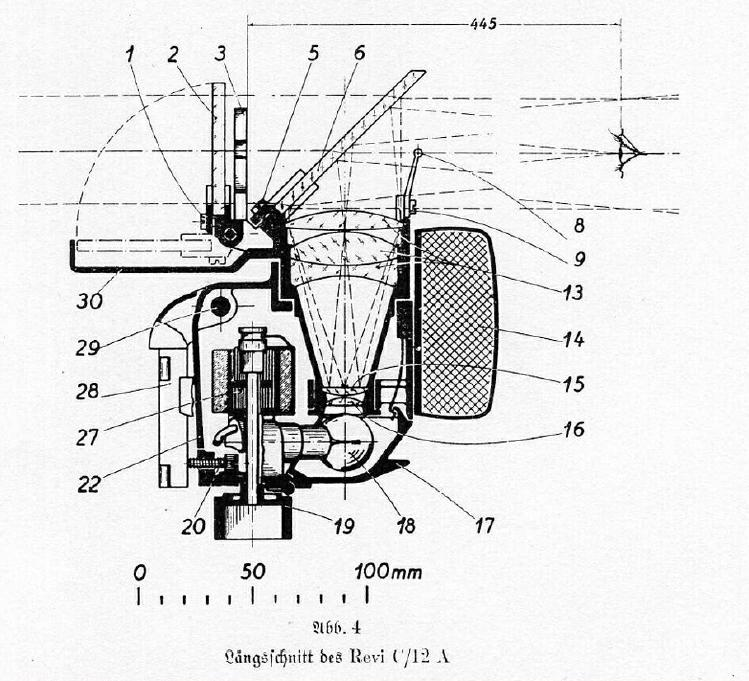
Seção transversal longitudinal de uma mira refletora básica para aviões de caça alemães anteriores à Segunda Guerra Mundial (1937 German Revi C12/A)

O primeiro registro do uso da mira refletora em caças foi em 1918. A empresa óptica Optische Anstalt Oigee de Berlim, trabalhando a partir das patentes de Grubb, desenvolveu duas versões do que ficou conhecido como a Mira Refletora Oigee. Ambas usavam um divisor de feixe de vidro em um ângulo de 45 graus e iluminação elétrica e eram usadas para mirar as metralhadoras do avião. Uma versão foi usada em testes operacionais nos caças biplanos Albatros D.V e triplanos Fokker Dr.1. Houve algum interesse nesta mira após a Primeira Guerra Mundial, mas as miras refletoras em geral não foram amplamente adotadas para caças e bombardeiros até a década de 1930, primeiro pelos franceses, e depois pela maioria das outras grandes forças aéreas. Essas miras não eram usadas apenas para mirar em caças, mas também com armas defensivas de aeronaves e em miras de bombardeio.
As miras refletoras como miras de armas de aeronaves têm muitas vantagens. O piloto/artilheiro não precisa posicionar a cabeça para alinhar a linha de visada precisamente como fazia nas miras mecânicas de dois pontos; a posição da cabeça é limitada apenas àquela determinada pela óptica no colimador, principalmente pelo diâmetro da lente do colimador. A mira não interfere na visão geral, particularmente quando a luz do colimador está desligada. Ambos os olhos podem ser usados simultaneamente para mirar.

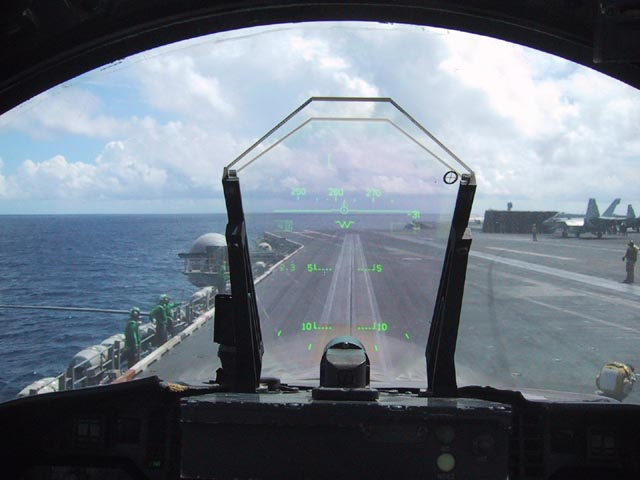
HUD dentro da cabine de um caça a jato

A natureza óptica da mira refletora significava que era possível inserir outras informações no campo de visão, como modificações do ponto de mira devido à deflexão [en] determinada pela entrada de um giroscópio. O ano de 1939 viu o desenvolvimento pelos britânicos da primeira dessas miras giroscópicas [en], miras refletoras ajustadas por giroscópio para a velocidade e taxa de curva da aeronave, permitindo a exibição de um retículo de mira ajustado para o avanço que ficava atrás da "linha de visada" real da(s) arma(s), permitindo que a linha de visada liderasse o alvo em uma curva na quantidade adequada para um ataque eficaz.
À medida que os designs de miras refletoras avançaram após a Segunda Guerra Mundial, dando ao piloto cada vez mais informações, eles eventualmente evoluíram para o head-up display (HUD). O retículo iluminado foi eventualmente substituído por uma tela de vídeo no foco da óptica de colimação que não apenas fornecia um ponto de mira e informações de um computador de cálculo de avanço e radar, mas também vários indicadores da aeronave (como um horizonte artificial, bússola, indicadores de altitude e velocidade do ar), facilitando o rastreamento visual de alvos ou a transição de métodos instrumentais para visuais durante as aterrissagens.

### Armas de fogo

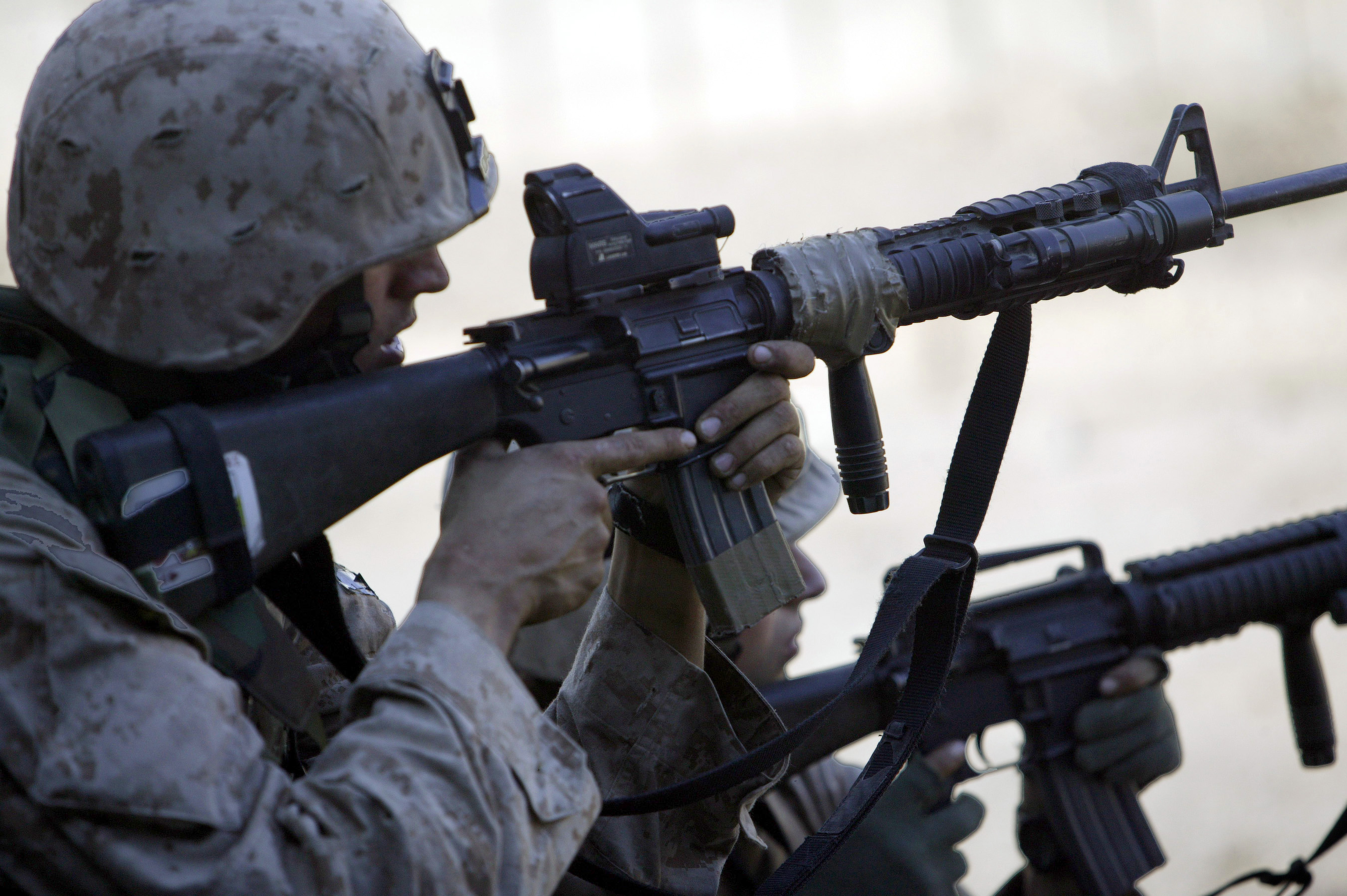
Um fuzileiro naval dos EUA olhando através de uma mira reflexiva en em seu rifle M16A4

A ideia de acoplar uma mira refletora a uma arma de fogo existe desde sua invenção em 1900. Logo após a Segunda Guerra Mundial, surgiram modelos para fuzis e espingardas, incluindo a mira de espingarda Nydar (1945), que usava um espelho semirreflexivo curvo para refletir um retículo iluminado pela luz ambiente, e a mira elétrica Giese (1947), que tinha um retículo iluminado por bateria. Tipos posteriores incluíram a Qwik-Point (1970) e a Thompson Center Insta-Sight. Ambas eram miras refletoras do tipo divisor de feixe que usavam luz ambiente: iluminando uma mira verde em forma de cruz na Insta-Sight, e uma haste de plástico vermelha "tubo de luz" que produzia um retículo de ponto de mira vermelho na Qwik-Point.

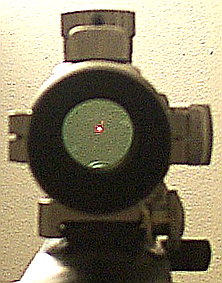
Uma visão através de uma mira red dot Tasco ProPoint

De meados ao final da década de 1970, viu-se a introdução do que geralmente é chamado de miras red dot [en], um tipo que dá ao usuário um simples ponto vermelho brilhante como ponto de mira. A configuração típica para esta mira é um design compacto de refletor de espelho curvo com um diodo emissor de luz (LED) vermelho em seu foco. Usar um LED como retículo é uma inovação que melhora muito a confiabilidade e a utilidade geral da mira: não há necessidade de outros elementos ópticos para focar a luz atrás de um retículo; o espelho pode usar um revestimento dicróico [en] para refletir apenas o espectro vermelho, deixando passar a maior parte da outra luz; e o próprio LED é de estado sólido e consome muito pouca energia, permitindo que miras alimentadas por bateria funcionem por centenas e até dezenas de milhares de horas.
As miras refletoras para armas de fogo militares (geralmente chamadas de miras reflexas) demoraram muito para serem adotadas. O Comitê de Serviços Armados da Câmara dos EUA observou já em 1975 a adequação do uso da mira reflexa para o fuzil M16, mas os militares dos EUA não introduziram amplamente as miras refletoras até o início dos anos 2000 com a mira red dot Aimpoint CompM2 [en], designada como "M68 Close Combat Optic".

## Tipos de retículo
Muitas opções de iluminação e padrões de retículo estão disponíveis. Fontes de luz comuns usadas em miras refletoras de armas de fogo incluem luzes alimentadas por bateria, coletores de luz de fibra óptica e até mesmo cápsulas de trítio. Algumas miras são projetadas especificamente para serem visíveis quando vistas através de dispositivos de visão noturna. A cor de um retículo de mira é frequentemente vermelha ou âmbar para visibilidade contra a maioria dos fundos. Algumas miras usam um padrão de chevron ou triangular para auxiliar na mira de precisão e na estimativa de alcance, e outras ainda oferecem padrões selecionáveis.
Miras que usam retículos de ponto são quase invariavelmente medidas em minutos de arco, às vezes chamados de "minutos de ângulo" ou "moa". Moa é uma medida conveniente para atiradores que usam sistemas de unidades imperiais ou usuais dos EUA, já que 1 moa subtende [en] aproximadamente 2,5 cm a uma distância de 91 metros, o que torna o moa uma unidade conveniente para usar em cálculos balísticos. Um ponto de 5 moa (1,5 milirradiano [en]) é pequeno o suficiente para não obscurecer a maioria dos alvos e grande o suficiente para adquirir rapidamente uma "imagem de mira" adequada. Para muitos tipos de tiro de ação, um ponto maior tem sido tradicionalmente preferido; 7, 10, 15 ou até 20 moa (2, 3, 4,5 ou 6 mil) foram usados; muitas vezes estes serão combinados com linhas horizontais e/ou verticais para fornecer uma referência de nível.
A maioria das miras tem ajustes ativos ou passivos para o brilho do retículo, que ajudam o atirador a se adaptar a diferentes condições de iluminação. Um retículo muito fraco ajudará a prevenir a perda de visão noturna em condições de pouca luz, enquanto um retículo mais brilhante será exibido mais claramente em plena luz do sol.
As miras refletoras ópticas modernas projetadas para armas de fogo e outros usos se enquadram em duas configurações de carcaça: "tubulares" e "abertas".
- Miras tubulares se parecem com miras telescópicas padrão, com um tubo cilíndrico contendo a óptica. Muitas miras tubulares oferecem a opção de filtros intercambiáveis (como filtros polarizadores ou redutores de névoa [en]), para-sóis redutores de brilho e tampas de lente protetoras "flip-up" convenientes.
- Miras abertas (também conhecidas como "mini miras reflexas" e "mini red dots") aproveitam o fato de que o único elemento óptico da mira refletora, a janela óptica, não precisa de nenhuma carcaça. Esta configuração consiste em uma base com apenas a superfície reflexiva necessária para colimar o retículo montado nela. Devido ao seu perfil reduzido, as miras abertas geralmente não acomodam filtros e outras opções de acessórios normalmente suportadas por designs tubulares.

## Outros usos

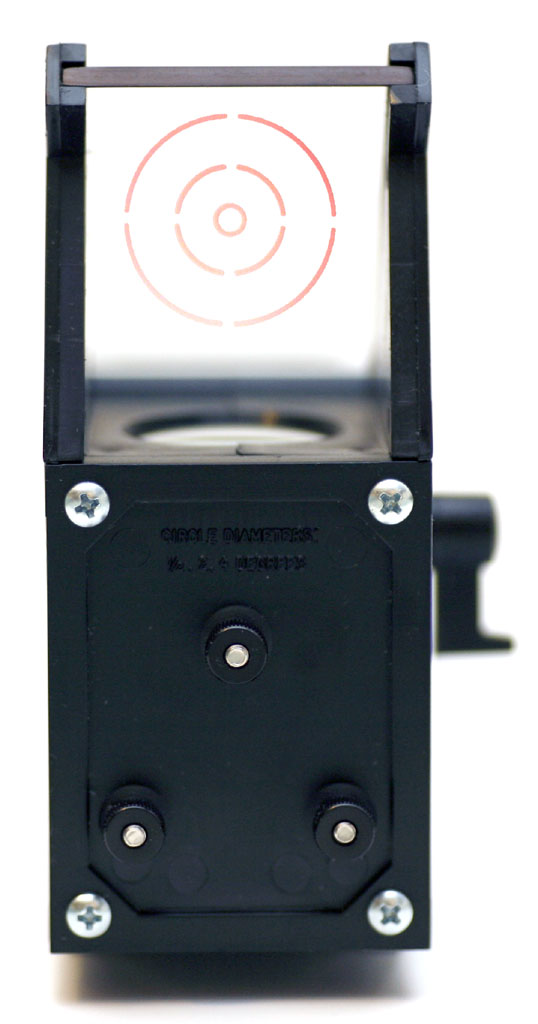
O Telrad, uma mira refletora para telescópios astronômicos introduzida no final da década de 1970.

As miras refletoras foram usadas ao longo dos anos em dispositivos de navegação náutica e equipamentos de topografia. Miras do tipo Albada foram usadas em câmeras de grande formato [en] antigas, câmeras do tipo "aponte e dispare" e em câmeras descartáveis simples.
Essas miras também são usadas em telescópios astronômicos como buscadores [en], para ajudar a apontar o telescópio para o objeto desejado. Existem muitos modelos comerciais, o primeiro dos quais foi o Telrad, inventado pelo astrônomo amador Steve Kufeld no final da década de 1970. Outros estão agora disponíveis de empresas como Apogee, Celestron, Photon, Rigel e Televue [en].
As miras refletoras também são usadas na indústria do entretenimento em produções como teatro ao vivo em "Follow Spots" (canhões de luz). Miras como as Telrad's adaptadas para uso e a Spot Dot, construída para esse fim, permitem que o operador do canhão de luz [en] aponte a luz sem ligá-la.

## Tipos similares
- Miras colimadoras [en] (também chamadas de colimadoras[35] ou "mira de olho ocluído" (OEG))[36] são simplesmente o colimador óptico focando um retículo sem nenhuma janela óptica. O observador não pode ver através delas e vê apenas uma imagem do retículo. Elas são usadas com ambos os olhos abertos enquanto um olha para a mira, com um olho aberto e movendo a cabeça para ver alternadamente a mira e depois o alvo, ou usando um olho para ver parcialmente a mira e o alvo ao mesmo tempo.[37] O retículo é iluminado por uma fonte de luz elétrica, radioluminescente ou de luz ambiente passiva. A Armson OEG e a Singlepoint da Normark Corp. são dois exemplos de miras colimadoras iluminadas por luz ambiente disponíveis comercialmente.[38] Essas miras têm a vantagem de exigir menos iluminação para o retículo para o mesmo nível de usabilidade, devido ao fundo preto de alto contraste atrás do retículo. Por esta razão, as miras de olho ocluído eram mais práticas para uso em armas de pequeno porte antes que fontes de iluminação de baixo consumo de energia, como os LEDs, se tornassem comuns.
- Miras de arma holográficas [en] são semelhantes em layout às miras refletoras, mas não usam um sistema de retículo projetado. Em vez disso, um retículo representativo é gravado em espaço tridimensional em filme holográfico no momento da fabricação. Esta imagem faz parte da janela de visualização óptica. O holograma gravado é iluminado por um laser colimado embutido na mira. A mira pode ser ajustada para alcance e deriva simplesmente inclinando ou pivotando a janela óptica.[39]